# Veliki Belt
Veliki Belt (danski: Storebælt, što prevedeno znači Veliki tjesnac) je tjesnac koji razdvaja danske otoke Zeland i Fyn i Baltičko od Sjevernog mora, odnosno do njegova tjesnaca Kattegata.
Veliki Belt je najveći i najvažniji od triju danskih tjesnaca koji povezuju Baltik i Atlantski ocean, ostala dva su; Øresund i Mali Belt.

## Odlike
Tjesnac je dugačak 64 km, širina mu varira od 18,5 do 28,2 km, prosječno je dubok je 20 – 30 metara, a u najdubljem dijelu kod Langelanda 66 metara.

## Povijest
Vjerojatno su još danski Vikinzi naplaćivali prolaz brodova tim tjesnacem.
Danski kralj Erik Pomeranski ozakonio je praksu naplaćivanja poreza za prolaz brodova Velikim Beltom 1429.
To je Danskoj osiguralo velike prihode i pomoglo u razvoju u pomorsku silu.
Sredinom 19. stoljeća ta praksa postala je predmetom diplomatskih pritisaka na dansku vladu, koja ju je pristala ukinuti, traživši zauzvrat međunarodnu financijsku nadoknadu. Godine 1857. danski su plovni putovi otvoreni za strane brodove sklapanjem Kopenhaške konvencije.
Od polovice 19. pa sve skoro do kraja 20. stoljeća preko tjesnaca se odvijao vrlo gust trajektni promet.
Krajem 1980-ih započela je izgradnja Velikobeltnog mosta, koji je izmjena niza mostova i tunela preko Velikog Belta. 
Tuneli su otvoreni 1997., a mostovi godinu poslije.
Drži se da je Veliki Belt nastao kao rijeka Dana prije 8900 – 9000 godina kada je Jezero Ancilus koje je tad zauzimalo
Baltičku depresiju izgubilo svoje drenaže oko Göteborga, skrenulo prema jugu i probilo se do Sjevernog mora.

## Vanjske poveznice
- Great Belt strait, Denmark, pristupljeno 20. rujna 2023.